# Алмати
Алматѝ (на казахски: Алматы́, произнася се Алматъ̀; до 1921 г. Верний, на руски: Верный, до 1992 г. Алма̀ Ата̀, на руски Алма-Ата) е най-големият град в Казахстан. Населението на града през 2016 г. е 1 713 220 души.
Към 2022 г. в града живеят 2,1 млн. души, също така е център на агломерация с население от 2,5 млн. души.

## Произход на името
Алмати означава място с ябълки. То се дължи на факта, че в покрайнините на града растат диворастящи ябълки. В тази част на страната ябълката е опитомена от диворастящия вид Malus sieversii.

## История
През 1854 г. отряд сибирски казаци от град Омск основава военния пост Заилийски. Година по-късно селището е преименувано на Верний, останало до 1921 г., когато е възприето името Алма-ата (Баща-ябълка), наложено от болшевиките.
През 1911 г. мощно земетресение унищожава почти целия град. Оцелява единствено руската православна катедрала. През 1920-те години със завършването на Туркестано-Сибирската железопътна линия Алмати става важна възлова гара по трасето.
През 1929 г. градът става столица на Казахската ССР. През 1991 г. в града е обявена независимостта на Република Казахстан от СССР. Остава столица до 1998 г., когато президентът Нурсултан Назарбаев взема решение да премести столицата в Астана.
Понастоящем градът остава най-важният икономически, културен, научен център на средноазиатската република.

## География
Градът е разположен в югоизточните части на Казахстан. От трите си страни е заобиколен с планини, разположен в подножието на северните склонове на Заилийския Алатау, най-северния хребет на Тян Шан.
В северната част на града надморската височина е 500 m, в южните жилищни комплекси на височината достига 1500 – 1700 m, в района Медео и Каменското плато, където се усеща влиянието на ледниците.

## Климат
Климатът в Алмати е умереноконтинентален, с много топло лято и студена зима. Средната годишна температура е 10 °C. Най-студеният месец е януари, със средна температура от -4,7 °C, а най-горещият е юли (23,8 °C). Образуването на слана обикновено започва в средата на октомври и може да се наблюдава до края на април. Температурите от декември до февруари могат да бъдат ниски. Средно годишно, дните с температура, надвишаваща 30 °C, са 36. Годишното количество на валежите е от 650 до 700 mm. Една трета от валежите падат през април и май. Ниски температури и снеговалежи не са необичайни и за месец май, а най-късното отбелязване на снеговалеж е през 17 юни 1987 г.
| Климатични данни за Алмати            | Климатични данни за Алмати | Климатични данни за Алмати | Климатични данни за Алмати | Климатични данни за Алмати | Климатични данни за Алмати | Климатични данни за Алмати | Климатични данни за Алмати | Климатични данни за Алмати | Климатични данни за Алмати | Климатични данни за Алмати | Климатични данни за Алмати | Климатични данни за Алмати | Климатични данни за Алмати |
| Месеци                                | яну.                       | фев.                       | март                       | апр.                       | май                        | юни                        | юли                        | авг.                       | сеп.                       | окт.                       | ное.                       | дек.                       | Годишно                    |
| Абсолютни максимални температури (°C) | 18,2                       | 19,0                       | 28,0                       | 33,2                       | 35,1                       | 39,3                       | 43,4                       | 40,5                       | 38,1                       | 31,1                       | 25,4                       | 19,2                       | 43,4                       |
| Средни максимални температури (°C)    | 0,7                        | 2,2                        | 8,7                        | 17,3                       | 22,4                       | 27,5                       | 30,0                       | 29,4                       | 24,2                       | 16,3                       | 8,2                        | 2,3                        | 15,8                       |
| Средни температури (°C)               | −4,7                       | −3                         | 3,4                        | 11,5                       | 16,6                       | 21,6                       | 23,8                       | 23,0                       | 17,6                       | 9,9                        | 2,7                        | −2,8                       | 10,0                       |
| Средни минимални температури (°C)     | −8,4                       | −6,9                       | −1,1                       | 5,9                        | 11,0                       | 15,8                       | 18,0                       | 16,9                       | 11,5                       | 4,6                        | −1,3                       | −6,4                       | 5,0                        |
| Абсолютни минимални температури (°C)  | −30,1                      | −37,7                      | −24,8                      | −10,9                      | −7                         | 2,0                        | 7,3                        | 4,7                        | −3                         | −11,9                      | −34,1                      | −31,8                      | −37,7                      |
| Средни месечни валежи (mm)            | 34                         | 43                         | 75                         | 107                        | 106                        | 57                         | 47                         | 30                         | 27                         | 60                         | 56                         | 42                         | 684                        |
| Брой на дните с валежи                | 5.8                        | 6.1                        | 9.5                        | 9.6                        | 9.9                        | 7.3                        | 5.3                        | 3.5                        | 3.6                        | 6.5                        | 6.5                        | 5.7                        | 79.3                       |
| ------------------------------------- | -------------------------- | -------------------------- | -------------------------- | -------------------------- | -------------------------- | -------------------------- | -------------------------- | -------------------------- | -------------------------- | -------------------------- | -------------------------- | -------------------------- | -------------------------- |
| Източник: Hong Kong Observatory       |                            |                            |                            |                            |                            |                            |                            |                            |                            |                            |                            |                            |                            |

## Население
| 1854      | 1859      | 1897      | 1913      | 1926      | 1939      | 1959      |
| --------- | --------- | --------- | --------- | --------- | --------- | --------- |
| 470       | 5000      | 18 423    | 40 000    | 45 400    | 222 000   | 456 000   |
| 1970      | 1979      | 1982      | 1989      | 1999      | 2003      | 2005      |
| 665 000   | 899 700   | 1 000 000 | 1 071 900 | 1 129 400 | 1 149 641 | 1 209 485 |
| 2007      | 2009      | 2011      | 2013      | 2015      | 2015      | 2016      |
| 1 287 246 | 1 361 877 | 1 414 017 | 1 475 579 | 1 507 509 | 1 552 349 | 1 716 779 |

### Етнически състав
Към 2015 г. етническият състав на Алмати е както следва:
| казахи (56.99%) руснаци (28.47%) уйгури (5.41%) корейци (1.85%) татари (1.41%) азери (0.67%) украинци (0.66%) узбеки (0.60%) други (3.94%) |

## Икономика
Аламати генерира близо 20% от БВП на Казахстан. Градът е крупен финансов център в Централна Азия, като финансовите услуги представляват един от най-големите отрасли в града. Сектор на услугите заема 77% от икономиката на града, промишлеността заема 32,9%, а селското стопанство – едва 0,1%. Развити са хранително-вкусовата промишленост, машиностроенето, металургията, производството на хартия и строителни материали.

### Транспорт
Казахстанското железопътно дружество разполага с две жп гари в града. Въздушният транспорт е представен от международно летище Алмати, разположено на 15 km североизточно от града.
Градският транспорт е представен от множество автобусни и тролейбусни линии, а от 1 декември 2011 г. разполага и с метрополитен. До 2015 г. в Алмати са се движили и трамваи, но след това са спряни от опериране. През 2016 г. е премахната и контактната мрежа на трамваите в града, но има план за неговото възстановяване.

## Олимпийска кандидатура
През 2005 г. градът издига кандидатурата си за домакин на Олимпийски игри 2014. Кандидатурата на града отпада.

## Забележителности
Околностите на Алмати са част от Иле Алатауския национален парк, разположени в подножието на планинската верига Заилийски Алатау. На юг от града се намира връх Коктюбе (1070 m), който е част от планинската верига Заилийски Алатау. До върха, където има наблюдателна площадка, се стига с лифт. Оттам се разкрива живописна панорама на „Южната столица“ на Казахстан. Любителите на активния отдих и приключенския туризъм могат да посетят околностите на Алмати. Екскурзиите пеш и изкачването в планината са край високопланинската пързалка „Медео“ и ски курорта „Шъмбулак“.

## Международни отношения

### Побратимени градове
- Бишкек, Киргизстан
- Варна, България
- Вилнюс, Литва
- Джида, Саудитска Арабия
- Истанбул, Турция
- Казан, Русия
- Киев, Украйна
- Москва, Русия
- Рен, Франция
- Рига, Латвия
- Санкт Петербург, Русия
- Ташкент, Узбекистан
- Тел Авив, Израел
- Тегу, Република Корея
- Тусон, САЩ
- Урумчи, Китай

### Градове-партньори
- Минск, Беларус